# نيكول فرحي
نيكول فرحي (بالإنجليزية: Nicole Farhi)‏ هي مصممة أزياء بريطانية، ولدت في 25 يوليو 1946 في نيس في فرنسا.

## وصلات خارجية
- الموقع الرسمي
- نيكول فرحي على موقع IMDb (الإنجليزية)